# Neoperiboeum
Neoperiboeum is een kevergeslacht uit de familie van de boktorren (Cerambycidae). De wetenschappelijke naam van het geslacht werd voor het eerst geldig gepubliceerd in 1961 door Linsley.

## Soorten
Neoperiboeum omvat de volgende soorten:
- Neoperiboeum juanitae Chemsak, 1991
- Neoperiboeum villosulum (Bates, 1872)